# Сборная Синт-Мартена по футболу
Сборная Синт-Мартена по футболу (англ. Sint Maarten national football team) — представляет Синт-Мартен на международных футбольных турнирах и в товарищеских матчах. Контролируется футбольной ассоциацией Синт-Мартена. Сборная не является членом ФИФА и поэтому не может выступать на чемпионатах мира, но она выступает в чемпионатах КОНКАКАФ, где она является одной из самых слабых команд.